# 华舍街道
华舍街道，中国浙江省绍兴市绍兴县下辖的一个街道。

## 行政区划
现辖：
兴华社区、温渎社区、亭东社区、亭西社区、东周社区、西周社区、上午头社区、华墟社区、解放社区、人利社区、兴越社区、聚贤社区、绸缎社区、沙地王村、张溇村、湖门村、华舍村、蜀阜村、西蜀阜村、大西庄村和小赭村。